# Anna Schimrigk
Anna Schimrigk (* 1992 in Berlin) ist eine deutsche Film- und Theaterschauspielerin.

## Leben
Schimrigk absolvierte von 2011 bis 2015 eine Schauspielausbildung an der Filmuniversität Babelsberg. 2014 erhielt sie den Jurypreis beim Theatertreffen Deutschsprachiger Schauspielstudierender in München. Sie spielte während ihrer Ausbildung unter anderem am Maxim Gorki Theater (2013) und am Hans Otto Theater in Potsdam (Spielzeit 2013/14). 
2015/2016 trat sie am Theater Strahl in Berlin auf. 2018 gastierte sie am Prinz-Regent-Theater in Bochum in der Produktion Beruf: Eulenspiegel.
Sie war auch in verschiedenen Film- und Fernsehproduktionen wie SOKO Wismar (2015; als Nachbarin einer ermordeten Studentin), SOKO Leipzig (2017; als rechtsradikale, gewaltbereite Islamgegnerin Milena Brandes), SOKO Köln (2017; als hochschwangere Freundin eines Drogendealers) und Der Kriminalist (2017; als Kinderkrankenschwester Lea) zu sehen. 2017 spielte Schimrigk eine Nebenrolle in Niemandsland – The Aftermath. 
Im Kieler Tatort: Borowski und das Land zwischen den Meeren (Erstausstrahlung: Februar 2018) verkörperte sie, als Gegenpart zu Axel Milberg, die Polizeihauptmeisterin Maren Schütz, eine junge, ehrgeizige Ortspolizistin, die auf der fiktiven Nordseeinsel Suunholt aufwuchs, mit klarem Verstand. In der Fernsehserie Morden im Norden (2018) spielte sie die traumatisierte junge Stella Berthold, die monatelang in einem Kellerverlies gefangengehalten wurde. In der ersten Staffel der ZDF-Serie SOKO Potsdam (September 2018) übernahm Schimrigk an der Seite von Dirk Martens eine dramatische Episodenrolle als Tochter eines Tankstellenbesitzers, die das Unrecht an ihrem Vater rächen will. In der 21. Staffel der TV-Serie In aller Freundschaft (September 2018) war sie als frischverheiratete junge Frau zu sehen, die nicht begreifen will, dass ihr Ehemann nach einem schweren Motorradunfall hirntot ist, und sich zur Zustimmung für eine Organspende gedrängt fühlt. In der futuristischen Drama-Miniserie Big Dating (2020) spielte sie eine der Hauptrollen als gerade Mutter werdende beste Freundin des App-Entwicklers und Protagonisten Samuel (Ole Fischer). In der 21. Staffel der TV-Serie SOKO Leipzig (Februar 2021) übernahm sie eine der Episodenhauptrollen als tatverdächtige Anführerin der Leipziger identitären Bewegung „Colonia Germania“. In der ZDF-Krimiserie Der Alte spielte sie 2021 in Folge 440 die einfühlsame Psychologin Clara Werner, die kurzzeitig unter Verdacht gerät, ihre Schwester getötet zu haben, und schließlich gemeinsam mit dem autistischen Ermittler „Lenny“ (Thimo Meitner) einen beruflichen und privaten Neuanfang in Wien wagt.
Schimrigk lebt in Berlin.

## Theater
- 2013: Aufstand proben 1, Regie: Thomas Donndorf, Maxim Gorki Theater Berlin
- 2013/14: Kaspar Hauser, Regie: Fabian Gerhardt, Hans Otto Theater Potsdam
- 2015: Schamo – Jeder kriegt eine Karte, Regie: Jan Meyer, Freie Bühne München
- 2015: Sommernachtstraum, Regie: Michael Meyer, Theater Strahl Berlin
- 2016: Hasen-Blues.Stopp, Regie: Anna Vera Kelle, Theater Strahl Berlin[12]
- 2018: Beruf: Eulenspiegel, Regie: Frank Weiß, Romy Schmidt, Prinz Regent Theater Bochum

## Filmografie (Auswahl)
- 2011: Facebook-Molotov (Kurzfilm)
- 2014: So schön wie du (Kurzfilm, Gewinner der Goldenen Lola 2014)
- 2015: SOKO Wismar (Fernsehserie, Folge: Dornröschenschlaf)
- 2015: Die Pfefferkörner (Fernsehserie, Folge: Fenster zum Hof)
- 2017: SOKO Leipzig (Fernsehserie, Folge: Aus der Hölle)
- 2017: SOKO Köln (Fernsehserie, Folge: Eingeschlossen)
- 2017: Der Kriminalist (Fernsehserie, Folge: Hochrisiko)
- 2017, 2023: Großstadtrevier (Fernsehserie, 2 Folgen)
- 2017: Ein Weg (Kinofilm)
- 2018: Tatort: Borowski und das Land zwischen den Meeren (Fernsehreihe)
- 2018: Morden im Norden (Fernsehserie, Folge: Kellerkind)
- 2018: SOKO Potsdam (Fernsehserie; Folge: Saubere Geschäfte)
- 2018: In aller Freundschaft (Fernsehserie, Folge: Last der Entscheidung)
- 2019: Kommissarin Heller – Herzversagen (Fernsehreihe)
- 2019: Niemandsland – The Aftermath (Kinofilm)
- 2019: Wendezeit (Fernsehfilm)
- 2020: Big Dating (Fernsehserie)
- 2021: SOKO Leipzig (Fernsehserie, Folge: Kampf ums Paradies)
- 2021: Der Alte (Fernsehserie, Folge: Freier Fall)
- 2022: Das Haus der Träume (Fernsehserie, 5 Folgen)
- 2024: Die Notärztin (Fernsehserie)
- 2024: BFF – Best Family Forever (Fernsehserie)
- 2025: Tatort: Verblendung

## Auszeichnungen
- 2014: Jurypreis beim Theatertreffen Deutschsprachiger Schauspielstudierender in München.
- 2018: Studio Hamburg Nachwuchspreis: Nominierung als beste Darstellerin für die Rolle Maren Schütz in dem Tatort: Borowski und das Land zwischen den Meeren[13]